# Шашков, Александр Александрович
Александр Александрович Шашков (род. 26 февраля 2000, Екатеринбург, Россия) — российский профессиональный баскетболист, играющий на позиции центрового.
Родной брат баскетболиста Семёна Шашкова.

## Семья и ранние годы
Родители Шашкова вместе учились в Омске на спортивном факультете.
Когда родился Александр, его мать стала директором детско-юношеской школы УГМК в Екатеринбурге.
В 10 лет Шашков начал тренироваться в команде «Урал» в Екатеринбурге. В 13 лет поступил в Санкт-Петербургское училище олимпийского резерва.
В 14 лет переехал с семьей в Словению, потому что его старший брат Семён, уже являвшийся профессиональным баскетболистом, уехал в Словению восстаналиваться от травмы.
Александр Шашков остался играть в Словении и после того, как его брат восстановился от травмы, поиграл за словенские клубы и уехал обратно в Россию.

## Карьера
Выступал за молодежную комадну словенского «Гелиос Санз» из Домжале.
В 2018 году на предсезонном турнире привлек внимание скаутов миланской «Олимпии» и подписал контракт с клубом. Сразу был отдан в аренду в «Виктория Либертас Пезаро». В первой игре за «Пезаро» получил травму спины, от которой восстанавливался 8 месяцев. После окончания аренды в «Пезаро» Шашков ушел из «Олимпии» и перешел в ЦСКА-2.
После двух сезонов в ЦСКА-2 во время летнего отпуска отправился в США, чтобы принять участие в тренировочном лагере, но после начала тренировок получил травму пятки. Не восстановившись от травмы, подписал контракт с «Нижним Новогородом». После неудачных попыток вылечить травму в России, вернулся в Словению, где ему сделали операцию. После операции снова остался в Словении и подписал контракт с «Илирией».
После успешного сезона в составе «Илирии» перешел в один из сильнейших словенских клубов «Цедевита-Олимпия».
В 2024 году Шашков вернулся в Россию. Он подписал контракт с пермской «Пармой», выступающей в Единой лиге ВТБ.